# الدوري الأردني 1985
شهد موسم الدوري الأردني لعام 1985 12 فريقاً في المنافسة. فاز النادي الفيصلي بالبطولة.
الدوري الأردني العربي ب جمهورية الأردن الهاشميه
التي تمتاز بوجود علاقات مع دول أخري مثل
جمهورية مصر العربيه و الجمهورية الفلسطينيه و المملكة العربية السعودية و الإمارات العربيه المتحده